# Одинокие стрелки (телесериал)
«Одино́кие стрелки́» (англ. The Lone Gunmen) — американский телесериал, являющийся спин-оффом «Секретных материалов». Пилотный выпуск сериала вышел в марте 2001 года, однако, несмотря на положительные отзывы критиков, «Одинокие стрелки» были закрыты уже после первого сезона из-за низких рейтингов.
Исполнительные продюсеры, авторы идеи и ведущие сценаристы: Крис Картер, Винс Гиллиган, Джон Шибан и Фрэнк Спотниц.

## Сюжет
Сериал рассказывает о героях, знакомых зрителям по эпизодам «Секретных материалов». Это трио параноидальных журналистов, выпускающих независимую газету «Одинокий стрелок». Они заняты поиском сенсационных материалов, разоблачающих деятельность правительства США. В отличие от «Секретных материалов», «Одинокие стрелки» сняты в юмористическом ключе с заметным уклоном к шпионским фильмам. Примечательно, что в пилотной серии, вышедшей 4 марта 2001 года, была описана ситуация, очень схожая с терактами 11 сентября в Нью-Йорке.
Сериал транслировался с марта по июнь 2001 года, был снят только 1 сезон, в который вошло 13 серий. Заключительным эпизод закончился клиффхэнгером, который был частично объяснён в эпизоде «Прыжок через акулу» (англ. «Jump The Shark») из 9 сезона «Секретных материалов».

## В главных ролях
- Брюс Харвуд — Джон Фицджеральд Байерс
- Том Брэйдвуд — Мелвин Фрохике
- Дин Хэглунд — Ричард Лэнгли
- Зулейка Робинсон — Ив Адель Харлоу
- Стефен Снедден — Джимми Бонд

## Интересные факты
В пилотном эпизоде, показанном в марте 2001 года, описана организация террористического акта правительством США: удалённо управляемый самолет почти врезается в здание Международного торгового центра в Нью-Йорке, но столкновение, организованное правительством США, предотвращают Стрелки. Пилотный эпизод вышел на экраны за полгода до события 11 сентября 2001 года. Также, в пилотном эпизоде, атака на компьютер «Одиноких стрелков» ведётся с несуществующего IP-адреса 256.127.65.9.
В игре The Sims 2, трое жителей базового городка Китежграда (англ. Strangetown) - братья-учёные Всезнайко (англ. Curious), - списаны с главных героев сериала.

## Эпизоды
| №  | Название                                                          | Режиссёр        | Автор сценария                                         | Дата премьеры  | Произв. код | Зрители U.S. (млн) |
| -- | ----------------------------------------------------------------- | --------------- | ------------------------------------------------------ | -------------- | ----------- | ------------------ |
| 1  | «Пилотный» «Pilot»                                                | Роб Боумен      | Крис Картер, Винс Гиллиган, Джон Шибан и Фрэнк Спотниц | 4 марта 2001   | 1AEB79      | 13.2               |
| 2  | «Бонд, Джимми Бонд» «Bond, Jimmy Bond»                            | Брайан Спайсер  | Винс Гиллиган, Джон Шибан и Фрэнк Спотниц              | 11 марта 2001  | 1AEB01      | 8,2                |
| 3  | «Маленький Фрохики» «Eine Kleine Frohike»                         | Дэвид Джексон   | Джон Шибан                                             | 16 марта 2001  | 1AEB02      | 5,4                |
| 4  | «Вода вместо бензина» «Like Water for Octane»                     | Ричард Комптон  | Коллин Фризен                                          | 18 марат 2001  | 1AEB03      | 8,9                |
| 5  | «Три мужика и дымящаяся пелёнка» «Three Men and a Smoking Diaper» | Брайан Спайсер  | Крис Картер                                            | 23 марта 2001  | 1AEB04      | 4,9                |
| 6  | «Мадам, я Адам» «Madam, I'm Adam»                                 | Брайан Спайсер  | Томас Шнауц                                            | 30 марта 2001  | 1AEB06      | 6,1                |
| 7  | «Планета Фрохики» «Planet of the Frohikes»                        | Джон Т. Кречмер | Винс Гиллиган                                          | 6 апреля 2001  | 1AEB05      | н/д                |
| 8  | «Максимум Байерс» «Maximum Byers»                                 | Винсент Мисиано | Винс Гиллиган и Фрэнк Спотниц                          | 13 апреля 2001 | 1AEB07      | 6,3                |
| 9  | «Диагноз Джимми» «Diagnosis: Jimmy»                               | Брайан Спайсер  | Джон Шибан                                             | 20 апреля 2001 | 1AEB08      | 5,3                |
| 10 | «Танго Одиноких Стрелков» «Tango de los Pistoleros»               | Брайан Спайсер  | Томас Шнауц                                            | 27 апреля 2001 | 1AEB10      | 3,9                |
| 11 | «Лживая игра» «The Lying Game»                                    | Ричард Комптон  | Нанди Бове                                             | 4 мая 2001     | 1AEB09      | 5,1                |
| 12 | «Шоу капитана Тоби» «The Cap'n Toby Show»                         | Кэрол Бенкер    | Винс Гиллиган, Джон Шибан и Фрэнк Спотниц              | 1 июня 2001    | 1AEB11      | 3,6                |
| 13 | «Всё об Ив» «All About Yves»                                      | Брайан Спайсер  | Винс Гиллиган, Джон Шибан и Фрэнк Спотниц              | 11 мая 2001    | 1AEB12      | 5,3                |

### «Прыжок через акулу» (эпизодСекретных материалов)
| № общий | № в сезоне | Название                              | Режиссёр   | Автор сценария                            | Дата премьеры  | Произв. код | Зрители US (млн) |
| --- | ---------- | ------------------------------------- | ---------- | ----------------------------------------- | -------------- | ----------- | ---------------- |
| 15 | 09         | «Прыжок через акулу» «Jump the Shark» | Клифф Боул | Винс Гиллиган, Джон Шибан и Фрэнк Спотниц | 21 апреля 2002 | 9ABX15      | 8,60             |
| На Карибских островах с яхты Морриса Флетчера злоумышленники похищают девушку, а судно взрывают. Моррис настаивает на участии в расследовании Рейес и Доггетта. Пострадавшему удается заинтересовать агентов, которые надеются с его помощью выйти на совершенного солдата. В ходе следствия выявляются факты, ставящие под сомнение невиновность жертвы. |            |                                       |            |                                           |                |             |                  |